# Ebbone
Ebbone (775 – Hildesheim, 851) è stato un arcivescovo, abate e teologo franco, arcivescovo di Reims (814-835, 840-841), abate di Bobbio (836-843), vescovo di Hildesheim (843-851) e consigliere del re.

## Biografia
Figlio di un servo e della nutrice di Ludovico il Pio, trascorse la sua giovinezza presso questo principe che, divenuto imperatore nell'814, lo nominò arcivescovo di Reims, dove a quel tempo tutti gli imperatori erano consacrati e investiti ufficialmente.
Ebbone divenne una figura importante dell'espansione del cristianesimo nel nord dell'Europa. Su istanza dell'imperatore Ludovico il Pio, nell'822, andò a Roma ove papa Pasquale I lo nominò legato pontificio. A partire dall'823, fu autorizzato a predicare presso i Danesi con Alitgario, vescovo di Cambrai, e Willerich, vescovo di Brema.
In seguito compì brevi viaggi, che però ebbero poco successo (qualche anno dopo sant'Oscar avrebbe avuto maggior successo nella cristianizzazione della Danimarca).
Plagiato da Lotario I, figlio primogenito di Ludovico, depose l'imperatore nell'assemblea di Compiègne nell'833.
Decaduto dalle sue funzioni in seguito alla restaurazione di Ludovico il Pio nell'835 e alla decisione del concilio di Thionville, venne esiliato a Bobbio, dove, nell'836, succedette all'abate Wala, anch'egli precedentemente esiliato da Ludovico.
Nell'840 l'imperatore Lotario I lo ristabilì di nuovo come arcivescovo di Reims, pur lasciandolo abate commendatario di Bobbio, ma nell'841 venne nuovamente destituito da Carlo il Calvo e rimandato a Bobbio.
Nell'843 lasciò Bobbio, dove gli succedette come abate Amalrico, e passò in Germania, dove il re Ludovico il Germanico gli offrì il vescovado di Hildesheim, che resse fino alla morte.
Egli fu inviso a Thegan di Treviri, il quale nel suo Gesta Hludowici imperatoris lo criticò così aspramente che il curatore dell'opera, Valafrido Strabone, sentì il bisogno di giustificare tale scelta.